# Disoidemata quadriplaga
Disoidemata quadriplaga là một loài bướm đêm thuộc phân họ Arctiinae, họ Erebidae.